# Брестська фортеця (фільм)
«Брестська фортеця» (рос. «Брестская крепость», біл. «Брэсцкая крэпасць») — білоруський художній фільм 2010 року про оборону Брестської фортеці під час Німецько-радянської війни у червні-серпні 1941 року.
22 червня 1941 року без оголошення війни німецькі війська перейшли кордони Радянського Союзу. Брестська фортеця, яку захищали частини Червоної Армії, прикордонних та конвойних військ НКВС, прийняла на себе один із перших ударів. Сценарій писався на підставі історичних фактів, головні герої фільму мають реальні історичні прототипи. Фільм розповідає про три головні осередки опору, очолюваних командиром полку майором Петром Гавриловим, комісаром Юхимом Фоміним і начальником 9-ї прикордонної застави лейтенантом Андрієм Кіжеватовим.

## Сюжет
Брестська фортеця в червні 1941 року. Спокійне життя гарнізону. Фотографується сім'я Кіжеватових, Саша Акімов з музичного взводу грає на трубі. Полковий комісар Фомін намагається виїхати в Даугавпілс, щоб привезти в Брест зі старого місця служби дружину і сина. Однак начальник станції повідомляє, що місць на поїзді немає. Він говорить про те, що всі їдуть з Бреста.
Комісар повертається у фортецю пішки, по дорозі його зустрічає шофер Коля на вантажівці і підвозить. Він везе у Брестську фортецю фільм. Приїжджаючи, він заходить у військторг, де продавчинею працює його кохана Соня, і розповідає їй про фільм.
Майор Гаврилов на допиті з приводу поширеної в гарнізоні паніки щодо прийдешнього нападу Німеччини. Гаврилов розповідає про своє бачення можливої атаки. Він критикує розведення командирів і солдатів по різних казармах і заявляє, що 8 тис. осіб, які живуть у фортеці, не зможуть її залишити через єдині ворота. Крім того, фортеця може бути взята у оточення і перетворитися в котел. У разі атаки вся надія тільки на підкріплення.
В клубі починається показ фільму «Веселі хлоп'ята». Коля просить Соню залишитися з ним у проекційній після фільму.
Ніч. На залізничній станції стоїть ешелон зі свастикою на локомотиві. Доглядач станції простукує колеса, бере цигарку, і йому дає вогню офіцер у радянській формі. З вагонів виходять солдати в радянській формі, які розмовляють німецькою. Офіцер вбиває охоронця ножем, оповідач говорить про те, що таким чином у фортеці з'явилися диверсанти, які стали причиною проблем з водою та електрикою.
Соня залишається з Колею. Коля біжить нарвати для неї квітів і наштовхується на замаскованого офіцера. Той питає його прізвище і йде.
Аня з Сашею рибалять вранці на річці, як раптом у небі з'являються бомбардувальники. Фортеця зазнає артобстрілу. Аня біжить до батьків, а Саша — на місце збору. Проте будинок для збору виявляється зруйнованим на його очах. Паніка охоплює гарнізон — солдати без наказу беруть зброю. Люди намагаються залишити фортецю через ворота, але кулеметний вогонь знищує їх, і ворота виявляються блоковані купою тіл. Майор Гаврилов, намагаючись взяти ситуацію під контроль, стріляє у повітря і закликає командирів зібратися навколо нього. Організується оборона. Фомін через відсутність командувачів офіцерів також приймає керівництво. Лейтенант Кіжеватов, сховавши родину у безпечне місце, приєднується до оборони. Раптово обстріл припиняється.
Німецька піхота на човнах переправляється через річку. Починаються перестрілки. У ході однієї з них в казармах 132-го окремого батальйону конвойних військ НКВС німецький диверсант в офіцерській формі намагається дати саботувальну вказівку, однак його розкривають і знищують. Німці, зазнаючи втрат, відступають в клуб, де знаходяться Соня з Колею. Коля побитий і скинутий з балкона клубу. Захоплений госпіталь. На міст, який охороняє підрозділ Фоміна, виводять заручників з вимогою до Фоміна вийти. Той дає вказівку тримати німців на прицілі на рівні грудей і виходить на міст, де дає команду «Лягай!», внаслідок чого німці залишаються відкриті для вогню, позбавлені прикриття цивільними. Заручників звільнено.
Всі чекають підкріплення. Зв'язківець з білоруським акцентом постійно передає: «Я крэпасць, я крэпасць, вяду бій, дзяржу абарону, чекаю падкраплення».
Надсилається розвідка, завдання якої зібрати інформацію про шляхи відступу. Однак з'ясовується, що всі виходи блоковані ворогом.
Саша прибігає в будинок комскладу і виявляє дітей своїх сусідів Почерникових похованими під завалами зруйнованої вибухом кімнати. В сусідній кімнаті поранений політрук Почерников відстрілюється від нацистів з пістолета. Потім до нього приєднується дружина вже з трофейною зброєю. Почерников наказує Саші йти, сам же, не бажаючи здаватися в полон, зводить рахунки з життям, перед цим убивши свою дружину. Німці закликають російських солдатів здаватися.
Коля, прокинувшись, бачить, як німці знущаються над Сонею, не соромлячись навіть власних офіцерів. Однак він не наважується заступитися, біжить з клубу і ховається в яму в землі.
Починаються проблеми з водою: її не вистачає. Видовбана в підлозі свердловина дає непридатну для пиття воду. Підходи до річки Мухавець і каналів навколо фортеці прострілюються німецькими кулеметами. Саша видобуває воду, голос за кадром говорить про те, що воду бережуть для кулеметів.
Три розрізнені групи вирішують об'єднатися для нічного прориву. Сигналом служить червона ракета. Кількох бійців надіслано повідомити про це, однак виконати наказ виходить лише у Саші. Проте прорив не вдається. Ті, що залишилися живими, відступають назад у фортецю.
Німці пропонують вивести з фортеці цивільних. Кіжеватов закликає свою дружину повести людей за собою. Люди йдуть, і разом з ними Саша, який незадовго до цього знайшов загублену в перший день війни Аню.
Німці виявляють Колю у воронці і змушують знімати зірочки з пілоток і кашкетів мертвих бійців. Той підкоряється, але бачачи, що серед убитих Соня, кладе в каску до зірочок німецьку гранату М-39, яка лежала поруч, і підриває себе разом з німецьким офіцером.
Оповідач говорить про те, що через тяжкість боїв на фортецю була скинута двотонна бомба. Після цього німецькі війська зачищають фортецю, ті, що залишилися живими, продовжують опір. Зв'язківець вже змучено повторює «Я крэпасць…», Гаврилов прощається зі своїми солдатами, оповідач говорить, що після війни він буде репресований за перебування в полоні, однак у 1957 році реабілітований і удостоєний звання Героя Радянського Союзу. Підрозділ Фоміна взято в полон, а сам він розстріляний як комісар. Саша прибігає до Кіжеватова і повідомляє про те, що втік з колони полонених. Через вибух двотонної бомби він оглух. Кіжеватов передає йому згорток і просить зберегти його. Саша тікає, і Кіжеватов продовжує відстрілюватися з кулемета. Оповідач говорить про те, що у 1965 році йому посмертно присвоєно звання Героя Радянського Союзу. Він гине від вибуху німецької гранати. Саша, який вибрався з фортеці, йде полем, починає йти дощ. У нього під сорочкою розкривається згорток, даний лейтенантом Кіжеватовим, і в ньому виявляється знамено.
Наші дні. Олександр Акімов біля меморіалу Брестської фортеці. Він розповідає про те, що Аня була розстріляна разом з іншими членами сімей захисників фортеці у 1942 році. До нього підходить його онук, як дві краплі води, схожий на нього самого у 41-му.

## У ролях
- Олексій Копашов — Сашка Акімов, вихованець музвзводу
- Андрій Мерзлікін — лейтенант Андрій Митрофанович Кіжеватов
- Павло Дерев'янко — Юхим Мойсейович Фомін, полковий комісар
- Олександр Коршунов — майор Петро Михайлович Гаврилов, командир полку
- Геннадій Гарбук — Олександр Акімов в старості (озвучував Іван Краско)
- Максим Костромикін — Микола, кіномеханік
- Ганна Цуканова-Котт — Соня, продавчиня військторгу
- Сергій Цепов — капітан Іван Зубачов
- Беник Аракелян — Самвел Матевосян
- Михайло Павлик — лейтенант Вайнштейн
- Сергій Власов — старшина Кавальонак
- Олескандр Сірін — військлікар Маслов
- Євген Циганов — лейтенант Іван Почерников
- Тетяна Каміна — Шура, дружина Почерникова
- Вероніка Ніконова — Аня, донька Кіжеватова
- Яна Єсипович — Катя, дружина Кіжеватова
- Дмитро Кулічков — лейтенант Карелін, льотчик 123-го винищувального полку
- Олександр Сапцов — лейтенант Андрій Акімов, старший брат Сашка Акімова
- Кирило Болтаєв — лейтенант Виноградов
- Олег Лопухов — Дорофєєв
- Анатолій Кот — німецький диверсант
- Олександр Кузьмічов — начальник залізничної станції
- Нодарі Джанелідзе — Тугушев

## Цікаві факти
- Сашка Акімов — збірний образ, присвячений хлопчакам з музичного взводу 333-го полку (44-го), які разом з дорослими захищали Брестську фортецю. У їх числі Петро Клипа[1][2] (піонер-герой, нагороджений Орденом Вітчизняної війни 1-го ступеня) і Петро Котельников[3].
- Зйомки фільму відбувалися на території Брестської фортеці, на місці реальних подій, показаних у картині. За проектом Аліма Матвійчука були побудовані унікальні декорації, копії будівель довоєнного часу і точна копія Холмських воріт.
- За заявою продюсера фільму, під час зйомок були знайдені останки радянських солдатів, згодом перезахоронені на меморіальному кладовищі Брестської фортеці[4], однак інші джерела цього не підтверджують. Деякі ділянки землі були розміновані для зйомок вибухів, виявлено не розірвані гранати і снаряди, німецький гумовий човен[5].
- У музеї Меморіального комплексу «Брестська фортеця-герой» тепер є експозиція, присвячена зйомкам фільму, серед іншого там знаходиться форма Кіжеватова, в якій знімався Андрій Мерзлікін, і постраждала від вибуху гранати труба Сашка Акімова (Олексій Копашов)[6].

## Помилки та історичні невідповідності у фільмі
- У фільмі присутній фрагмент фільму Григорія Александрова «Веселі хлоп'ята» (відновлена версія 1978 року). В реальності 21 червня 1941 року у фортеці показували фільм «Валерій Чкалов»[7].
- В кінці фільму стверджується, що Петро Михайлович Гаврилов був репресований після війни, що є помилкою або історичною неточністю. Майор Гаврилов після звільнення з полону був відновлений у званні і продовжив службу в Червоній Армії на території Сибіру і Далекого Сходу. Отримав кілька подяк по службі, після чого був відновлений у партії (відразу після війни його не відновили з причини втрати партквитка). У 1957 році йому було присвоєно звання «Герой Радянського Союзу».
- Лейтенант Вайнштейн, начальник Особливого відділу (ОВ) 44-го стрілецького полку, у фільмі носить уніформу з відзнаками сержанта державної безпеки зразка 1937 року (тобто, нарукавний знак ДБ, кольоровий кашкет і два кубики на крапових петлицях, аналогічно армійському лейтенанту). Це помилка, так як: а) як правило, співробітники ОВ РСЧА при наявності військової спеціальності носили форму тих частин, де вони працювали, з відповідними знаками розрізнення; б) у разі відсутності військової спеціальності, залишаючись і в тому і в іншому випадку у підпорядкуванні НКВС СРСР, співробітники ОВ носили форму і знаки розрізнення військово-політичного складу РСЧА зі збереженням спецзвання держбезпеки (сержант ДБ носив, таким чином, знаки розрізнення молодшого політрука РСЧА, зверталися до нього: «Товаришу молодший політрук!»); в) на початку 1941 р. НКВС був розділений на НКВС і НКДБ; армійські ОВ при цьому були виведені зі структур держбезпеки та передані до НКО СРСР, де утворили спеціальне (3-є) Управління, співробітники якого носили, знову ж таки, форму військово-політичного складу РСЧА (восени 1941 р. Управління знову пішло з НКО в НКВС, але це сталося після подій, показаних у фільмі), але тепер вже і з повною переатестацію на відповідні звання (політрук, комісар). Вайнштейн, дотримуючись історичної правди, повинен був носити комісарську зірку на рукаві і кубики молодшого політрука.
- Сюжет фільму із затриманням лейтенантом Вайнштейном німецького диверсанта в радянській формі (зіграного Анатолієм Котом) обігрує події реального випадку, що мав місце при обороні казарм 132-го окремого батальйону КВ НКВС[8].
- Показаний в кінці фільму німецький вогнеметний танк не міг використовуватися у 1941 році, він з'явився лише у 1943 році[9].